# Inge Borkh
Inge Borkh, właśc. Ingeborg Simon (ur. 26 maja 1917 lub 1921 w Mannheimie, zm. 26 sierpnia 2018 w Stuttgarcie) – niemiecka śpiewaczka, sopran.

## Życiorys
Ukończyła studia aktorskie, dopiero później zdecydowała się zostać śpiewaczką. W latach 1938–1940 doskonaliła swój warsztat wokalny we Florencji, Mediolanie i Salzburgu. Debiutowała na scenie w 1940 roku w Lucernie, jako Czipra w Baronie cygańskim Johanna Straussa i Agata w Wolnym strzelcu Carla Marii von Webera. W kolejnych latach występowała w Bernie, Bazylei i Zurychu. Po 1950 roku koncertowała w Niemczech, Włoszech, Hiszpanii, Portugalii i Francji, a także w Stanach Zjednoczonych. Występowała też na festiwalach w Bayreuth i Salzburgu. Śpiewała m.in. w nowojorskiej Metropolitan Opera (1958) i londyńskim Covent Garden Theatre (1959). Po raz ostatni wystąpiła na scenie w 1988 roku w Monachium.
Kreowała m.in. tytułowe role w Salome i Elektrze Richarda Straussa oraz Zyglindy w Walkirii Richarda Wagnera. Od 1957 do 1994 roku była żoną śpiewaka Alexandra Welitscha. Opublikowała autobiografię Ich komm’ vom Theater nicht los: Erinnerungen und Einsichten (Berlin 1996).